# Lycorea ilione
Espèce
Lycorea ilione est une espèce d'insectes lépidoptères (papillons) de la famille des Nymphalidae, de la sous-famille des Danainae et du genre Lycorea.

## Dénomination
Lycorea ilione a été décrit par Pieter Cramer en 1775 sous le nom initial de Papilio ilione.

### Sous-espèces
- Lycorea ilione ilione ; présent au Brésil ;
- Lycorea ilione albescens (Distant, 1876) ; présent en Amérique Centrale ;
- Lycorea ilione decolorata (Haensch, 1909) ; présent en Équateur ;
- Lycorea ilione lamira (Latreille, [1817]) ; présent en Colombie ;
- Lycorea ilione phenarete (Doubleday, 1847) ; présent en Bolivie et  au Pérou[1].

### Nom vernaculaire
Lycorea ilione se nomme Clearwing-mimic Queen en anglais.

## Description
Lycorea ilione est un grand papillon, aux antennes de couleur jaune, au thorax noir à points blancs, à l'abdomen gris, aux ailes antérieures beaucoup plus longues que les ailes postérieures et à bord interne concave. Les ailes sont transparentes bordées de noir, à veines noires et bandes noies divisant les ailes en plusieurs plages. Certaines sous-espèces sont marron avec la partie basale des ailes antérieures marron.
Le revers présente la même ornementation avec aux ailes postérieures une ligne submarginale de points blancs dans la bordure noire.

## Biologie

### Plante hôte
Les plantes hôtes de sa chenille sont des Ficus dont Ficus benjamina, Ficus carica et Ficus pumila,  Jacaratia hasslerina, Carica papaya et Myoporum lactum.

## Écologie et distribution
Lycorea  ilione est présent au Mexique, au Guatemala, en Colombie, en Équateur, au Brésil,  en Bolivie et au Pérou.

## Biotope
Lycorea ilione réside dans la forêt à une altitude entre 400 m et 1 400 m.

### Protection
Pas de statut de protection particulier.